# Institutul European pentru Egalitatea de Șanse între Femei și Bărbați
Institutul European pentru Egalitatea de Șanse între Femei și Bărbați (în engleză European Institute for Gender Equality, EIGE) este un organism autonom al Uniunii Europene, înființat prin intermediul “Regulamentului (CE) Nr. 1922/2006 al Parlamentului European și al Consiliului din 20 decembrie 2006 privind înființarea unui institut european pentru egalitatea de șanse intre femei si bărbați”.

## Rol
Rolul instituirii acestuia îl reprezintă contribuirea la consolidarea promovării egalității de șanse intre femei si bărbați prin integrarea dimensiunii de gen (gender mainstreaming) in toate politicile UE si in politicile naționale, luptând astfel împotriva discriminării pe criteriul de gen. 
Viziunea institutului este ca egalitatea între femei si bărbați să devină realizabilă pentru toți europenii, iar misiunea sa este să devină centrul european de cunoaștere privind egalitatea de gen.

## Structură
Institutul European pentru Egalitate de Șanse între femei si bărbați este structurat astfel:
1. Consiliul de Administrație care adoptă programul de lucru anual, programul de lucru pe termen mediu, precum și bugetul institutului;
2. Forumul de Experți care are principala funcție de a oferi cunoștințe de specialitate în domeniul egalității de gen;
3. Personalul EIGE care este compus din agenți temporari și agenți contractuali, dar și din experți naționali detașați (END).[4]

## Domenii de activitate
- gender mainstreaming: EIGE a creat o platformă online privind integrarea genului; această platformă oferă informații privind domeniile de politici in care se găsesc inegalități, oferind totodată și detalii privind prioritățile actuale la nivel european și internațional și metode si instrumente care oferă sfaturi practice cu privire la integrarea dimensiunii de gen in fiecare etapa a ciclului politicii / programului. Pe această platformă regăsim și informații specifice fiecărei țări membre UE și bunele practici in materie de egalitate de gen ;[5]
- o Europa fără violență bazată pe gen: EIGE ajută la îmbunătățire, comparabilitatea și calitatea datelor disponibile privind violența împotriva femeilor; Totodată evidențiază abordările legislative diferite ale statelor membre și colectează date din fiecare stat;[5]
- Indexul egalității de gen este un indicator care măsoară conceptul complex al egalității de gen, ajutând la monitorizarea progresului in domeniul egalității de gen în   UE în timp;[6]
- Bază de date privind statisticile, ce are ca scop construirea unei priviri de ansamblu asupra statisticilor privind genul, subliniind diferențele și inegalitățile dintre genuri, măsurarea “de facto” a egalității de gen, acționând astfel ca o resursă fiabilă în formularea și monitorizarea politicilor și facilitarea luării deciziilor adecvate în vederea promovării egalității de gen;[7]
- Monitorizarea implementării Platformei de Acțiune de la Beijing în UE: EIGE sprijină UE și statele membre să își îndeplinească angajamentul prin elaborarea unui raport anual ce analizează progresele.;[8]
- Bărbații și egalitatea de gen: se referă la faptul că atât femeile, cât și bărbații se confruntă cu provocări și oportunități diferite care le afectează accesul la resurse și capacitatea de a își atinge potențialul.  Totodată coordonează campania „Panglici albe” ce are drept scop implicarea bărbaților in aceasta cauză.[9]
- Stereotipuri de gen: În 2011, a fost lansat un studiu privind narațiunile asupra percepțiile de gen în 27 de state membre ale UE. Rezultatele finale au fost publicate în 2013. Studiul a analizat prezența și efectele stereotipurilor de gen în întreaga UE, bazate pe interviuri calitative cu oamenii obișnuiți. [10]
- Femeile și bărbații care inspiră Europa[11]

## Publicații și resurse[12]
- Cercetările EIGE, care conțin metode, instrumente, bune practici, publicațiile, resursele și structurile EIGE privind egalitatea de gen;
- E-library, care furnizează înregistrări bibliografice din 14 centre europene de documentare privind egalitatea de gen;
- Statisticile privind genul din întreaga Uniune Europeană (UE) și dincolo de aceasta;
- Site-ul Web al EIGE, inclusiv paginile legate de activitatea de zi cu zi a administrației EIGE;
- Glosarul și tezaurul privind egalitatea de gen.

## Obiective 2016-2018
Obiectivele cheie ale Institutului European pentru Egalitate de Șanse între Femei și bărbați pentru perioada 2016-2018 sunt următoarele:
1. să furnizeze cercetări de înaltă calitate pentru a sprijini luarea deciziilor mai bine informate și bazate pe dovezi de către factorii de decizie și alți actori cheie;
2. să gestioneze toate cunoștințele produse de EIGE pentru a permite comunicare inovativă și în timp util, care să răspundă nevoilor țintă ale părților interesate;
3. să îndeplinească cele mai înalte standarde administrative și financiare, sprijinind în același timp nevoile personalului EIGE.